# Inishfree
Inishfree (del irlandés: Inis Fraoigh ‘isla del brezal’) son dos islas localizadas al norte de la costa del condado de Donegal en Irlanda.
La más extensa, Alto Inishfree, tiene una extensión de 1.6 km².

## Historia

### Alto Inishfree
Durante el siglo IV o V, el Alto Inishfree fue regido por Niall de los nueve rehenes, futuro rey de Irlanda.
A principios del siglo XX hubo treintayseis familias en la isla. Entre ellos se encontraban Séamus Ó Grianna y Peadar O'Donnell, profesores del lugar.
En 1980 la comuna Atlantis se trasladó a los campos de la ísla desde Burtonport, localidad en la que se asentaron seis años atrás.[cita requerida] Finalmente abandonarían el lugar para desplazarse hacia Icononzo, Colombia.Dos años antes, en 1978, estuvo viviendo en la isla el músico argentino Guillermo Cazenave, quien compuso y grabó allí Inishfree.
El último residente del Alto Inishfree fue Barry Pilcher, el cual se trasladó desde Dagenham, Inglaterra en 1993 y estuvo hasta 2013.
Sus vecinos fueron los primeros irlandeses en votar el Tratado de Lisboa de 2009 ante la posibilidad de que el escrutinio fuese interrumpido a causa del mal tiempo.

### Bajo Inishfree
Con una extensión de 0.25 km², el Bajo Inishfree, es la isla más pequeña.
Estuvo habitada hasta los años 60 o 70 por una familia.